# Magyar László (újságíró)
Magyar László (Vinkovce, Vukovár-Szerém megye, 1900. június 12. – Szeged, 1971. október 3.) magyar író, újságíró, karikaturista, lapszerkesztő.

## Életpályája
Apja Magyar Mihály (1863–1940), az apa eredeti neve Metzner Miksa volt, a zsidó vallásba született bele, de a kor szokásainak megfelelően még fia születése előtt kikeresztelkedett, református hitre tért és magyarosította a nevét. MÁV alkalmazott volt, állomásfőnök Vinkovcén, majd Szegedre helyzeték át. Magyar László anyja Fried Kornélia. Magyar László már a református vallásba született bele, e szerint nevelkedett, iskolai tanulmányokat már Szegeden folytatott, megtanulta a szegedi ö-ző nyelvjárást, gimnáziumi tanulmányokat az állami királyi főgimnáziumban folytatott 1910-1918 közt. Nyolcadik gimnazista korában szerepelt Az igazgató úr című egyfelvonásos bohózatban, továbbá egy sikeres riport-félét írt a gázgyártelepről, ahova az osztályfőnök vitte el a nyolcadikosokat tapasztalatszerzés céljából. 1918-ban tett érettségi vizsgát, majd beiratkozott a budapesti műegyetemre az építészmérnöki osztályba. Itt oktatta Kőnig Dénes matematikus, s Nagy Virgil építészmérnök, művészettörténész. Valójában az építészi és az újságírói pálya vonzotta Magyart. Talán családi indíttatásra is először az építészetet választotta, ezt indokolta jó rajzkészsége is.
Az 1918–1919-es forradalmak fordulóján végül Szegeden maradt, 1919 nyarán diáktársai nyílt levél írására késztették, mely megjelent a Szegedi Naplóban. A forradalmak eseményeibe nem folyt bele, 1919 őszén meghívták újságírónak a Szeged és Vidéke című laphoz, így Balassa Árminnál tanulta meg az újságírás alapjait. 1920 tavaszán ez a lap már meg is szűnt, ekkor A Munka című szociáldemokrata hetilapnál sikerült elhelyezkednie, ebben az időben itt működött Juhász Gyula költő is, itt kezdődött Magyar és Juhász egész életre szóló barátsága. Magyar bizonytalan egzisztenciája miatt 1921-ben a Kolozsvárról Szegedre menekített Magyar Királyi Ferenc József Tudományegyetem jogtudományi karára iratkozott be, ám 1922-ben meghívta őt a Makói Újság kiadója felelős szerkesztőnek, néhány hónapot töltött Makón, s itt ismerkedett meg József Attilával, egyik első portrékarikatúrája éppen József Attiláról készült. A nála öt évvel fiatalabb József Attilát biztatta érettségi vizsga megszerzésére. József Attila le is érettségizett, Nem én kiáltok című kötetét így dedikálta Magyar Lászlónak: „Magyar Lacinak, aki kidobott, hogy érettségit tegyek” 1922 májusában Magyar László már a Szeged című napilap munkatársa lett Frank József szerkesztősége alatt, s kiváló munkatársak közt, a vezércikkeket Juhász Gyula írta, majd Móra Ferenc, Vér György, Lengyel Vilma is dolgozott a lapba.
Magyar László az újságírás mellett a jogi egyetem elvégzésével is próbálkozott, hallgatta Márki Sándor, Moór Gyula professzorok előadásait. Aztán győzött az újságírás, sok munka volt a redakcióban, Juhász, Móra vezércikkeket, s főleg tárcákat írtak, a riportok, a tudósítások, az interjúk Magyar Lászlónak jutottak, s ő ezen műfajokban megtalálta magát, szociográfiai jellegű riportjai igen hatásosak voltak. Szerkesztőtársai hamar felismerték és megbecsülték Magyar pontos fogalmazásait, érzékeny állásfoglalásait. Magyar is hamarosan a 'szerkesztő urak' közé számított, 1924. március 1 és 1925. április 20 között Magyarra bízták a hetente megjelenő Színházi Újság szerkesztését is. Magyar egyre több embert megismert, s közülük számosnak elkészítette portrékarikatúráját, amelyeken nagyon jól meg tudta ragadni a karaktereket. Portrékarikatúrái szétszóródtak a lapokban, de szerencsére egy részüket kötetekben is közreadta (Szegedi panoptikum; Grimasz). Társult Szeitz Ferenchez a Homokóra című lap szerkesztéséhez és írásához is, de hamarosan Szeitz kihátrált a jobboldal támadásai miatt, már csak egymaga szerkesztette a Homokórát, később Klamár Gyula, Keller Iván is segített, de a lap így is megszűnt 1930. március 26-án, három évfolyamot és 12 számot ért meg.
A Délmagyarországban igen jó barátságba került nemcsak Juhász Gyulával, hanem Móra Ferenccel is, hamarosan felismerte az ő nagy tehetségüket, s az évek során írásaival, interjúival az olvasókhoz is közel hozta ezeket a nagy írókat. Az újságírás hátrányait is bőségesen megtapasztalta, az ő nyakába is zúdultak a sajtóperek, az 1920-as évek elején a cenzúra miatt, később a különféle lap- és pártszempontok miatt, amelyek mind korlátok közé szorították az újságírókat, s Magyar László is kompromisszumokra, megalkuvásokra kényszerült. Úgy érezhette, hogy az újságírásban nem tudja magát kifutni, így a szépirodalom felé fordult, elkezdte írni Tamás című önéletrajzi regényét, amelyet Vitéz László álnéven a Szegedi Napló közölt folytatásokban 1930 körül. Hogy regénye kiadásra kerüljön Budapesten, annak az útját Móricz Zsigmond egyengette, felkarolta a fiatal vidéki újságírót, ennek kapcsán jött rá Magyar, mennyire kellene a vidéki költőknek, íróknak könyvkiadó. 1933-ban létrehozta a Magyar Téka könyvkiadót, ebben Klebelsberg Kuno is támogatta. Magyar együttműködött a Szegedi Fiatalok Művészeti Kollégiumával is, Buday György is támogatta. Magyar saját művein kívül jelentek itt meg kötetek Berczeli Anzelm Károlytól, Tabéry Gézától, 1935-ben Juhász Gyula költő halála előtti utolsó kötete, Fiatalok még itt vagyok című is itt jelent meg. A Magyar Téka Szeged városától is kapott támogatást, de ezt 1935-ben Shvoy Kálmán országgyűlési képviselő megvonta. Megvádolta Magyart azzal, hogy csak saját műveinek közreadása céljából tartja fenn a kiadót. Magyar harcolt az igazáért, röplapot is adott ki, de mindhiába. A Magyar Téka megszűnt.
Az 1930-as évekre már Magyar volt a baloldali Délmagyarország legjobb újságírója, Frank József a főszerkesztő 1926-tól beteg volt, majd 1929-ben meg is halt. Móra Ferenc 1934-ben halt meg, Juhász Gyula is betegeskedett, 1937-ben elhunyt. Az évtized vége felé sötét felhők tornyosultak a lap felett, az 1938–1939-es zsidótörvények az úgynevezett keresztény érdekeltség irányába terelték a lapot. Magyar László újságírói munkásságát nemcsak kollégái, hanem Kéthly Anna, Sík Sándor, Szent-Györgyi Albert is nagyra becsülte, Aba-Novák Vilmos Körmenet című rézkarcát Magyar Lászlónak, az ő íróbarátjának ajánlotta.
1939. március 20-án felvették Magyar Lászlót a Sajtókamarába, 1940-ben kilépett a Délmagyarországtól, Budapestre költözött, s belépett a liberális Esti Kurir című laphoz. A Rassay Károly szerkesztette lapnál más szegedi újságírók is dolgoztak, például Gáspár Zoltán. Pesten újabb barátokra lelt az írók és a művészek körében, Scheiber Hugó megfestette arcképét, Szigethy István megrajzolta portrékarikatúráját. Tabéry Géza mellett kapcsolatba került további erdélyi írókkal, köztük Karácsony Benő, Ligeti Ernő, Raffy Ádám, Szántó György. Ők segítették abban, hogy 1942-ben Nagyváradon megjelenhessen Juhász Gyuláról írt kis kötete.
Élete Budapest 1944. március 19-i német megszállása után vált kritikussá, de szerencsésen átvészelte, s 1944 vége felé már ismét Szegeden volt a Délmagyarország szerkesztőségében. A Magyar Nemzeti Függetlenségi Front lapja volt ekkor a Délmagyarország, Balogh István, Erdei Ferenc, Révai József irányítása alatt működött, 1944. december 28-án felelős szerkesztőnek nevezték ki Magyar Lászlót, de csak 1945. március 23-ig maradt itt, mert ekkor helyét át kellett adnia Szirmai Istvánnak, mivel a lap az MKP kezébe került. Magyar megindította a szociáldemokrata párt Szegedi Népszava című lapját. E lapot 1945. június 19-től 1948. február 20-ig szerkesztette, a lap még két hónap múlva 1948. április 30-án szűnt meg. Jöttek az úgynevezett fordulat évei 1948/1949. Magyar újságírói pályafutása félbemaradt, Budapestre ment, ott Ortutay Gyula minisztériumában a sajtóosztályon dolgozott 1950-ig, ezután raktárosi munkát vállalt az OSZK-ban. Elszórtan írt cikkeket néhány lapba, megírta József Attilához fűződő emlékeit, ez az írás 1957-ben bekerült a József Attila emlékkönyvbe. Igazi újságírói munkához 1958-ban jutott, amikor megindult a Pest Megyei Hírlap, ennek munkatársa lett 1960-ig. 1960-ban nyugdíjba vonult.
Hátralevő évei szerény körülmények közt és hasznos munkálkodással teltek. Úti könyveket írt, megírta Mórával kapcsolatos emlékeit. József Attila kéziratokat, vagy azok hasonmását juttatta közgyűjteményekbe. Publikációs lehetősége volt régi lapjainál, a Délmagyarországban és a Pest Megyei Hírlapban is.

## Magánélete, halála
Első házasságát 1925 márciusában kötötte, elvette Várhelyi Ilonát (1899–1993), Várhelyi József prelátus unokahúgát. Ez a házasság válással végződött. 1941. április 2-án nősült meg újra, Szabados Erzsébetet (1911–1980) vette feleségül, akivel élete további évtizedeit békességben töltötte.
Szegeden hunyt el 1971. október 3-án. Az 1920-as, 1930-as évek egyik legkiválóbb szegedi újságíróját, mint nagy alkotók (Juhász Gyula, József Attila, Móra Ferenc) kortársát és barátját búcsúztatták. Sokkal adós még neki az utókor, Szeged kultúrtörténészei, a Délmagyarországban (közben Szeged) megjelent tudósításai, riportjai, interjúi, stb. mind a mai napig nincsenek kigyűjtve.
A szegedi Belvárosi temetőben nyugszik (X-15-1108).

## Köteteiből
- Szegedi panoptikum : Magyar László karrikaturái / Móra Ferenc előszavával. Szeged : Szerző, 1926. 126 p., 1 t.
- Grimasz : szegedi panoptikum 2. : linoleumba metszett karrikatúrák. Juhász Gyula előszavával. Szeged : Szerző, 1928. 109 p.
- Tamás : önéletrajzi regény. Budapest : Panthenon, 1932. 360 p.
- Levélféle Shvoy Kálmánhoz / küldi Magyar László. Szeged : Magyar L., [1936]. 15 p.
- Sziklasír. Szeged : Magyar Téka, 1936. 2 db
- Négy negyed : regény. Szeged : Magyar Téka, 1938. 242 p.
- Milyen volt szőkesége ... : Juhász Gyula remeteévei. Nagyvárad, 1942. (újból kiadva NAT, 2005, 79 p.)
- A csodálatos pecsét : regény. Budapest : Széchenyi Rt., [1943]. 48 p.
- Móra Ferenc élete. Budapest : Móra Kiadó, 1966. 207 p. 8 t. ill.